# Föderaler Öffentlicher Dienst Volksgesundheit, Sicherheit der Nahrungsmittelkette und Umwelt
Der Föderale Öffentliche Dienst Volksgesundheit, Sicherheit der Nahrungsmittelkette und Umwelt (Abkürzung FÖD VSNU, niederländisch Federale Overheidsdienst Volksgezondheid, Veiligheid van de Voedselketen en Leefmilieu – FOD VVVL, französisch Service public fédéral Santé publique, Sécurité de la chaîne alimentaire et Environnement – SPF SSCE) ist das Umweltministerium des Königreichs Belgien. Es ist einer der Föderalen Öffentlichen Dienste (Ministerien) in Belgien.
Die vier Minister des FÖD sind Frank Vandenbroucke (Volksgesundheit), David Clarinval (Landwirtschaft), Jean-Luc Crucke (Klima und Ökologischer Wandel) sowie Annelies Verlinden (Nordsee).
Der FÖD Volksgesundheit, Sicherheit der Nahrungsmittelkette und Umwelt hat seinen Sitz in der Gemeinde Saint-Josse-ten-Noode/Sint-Joost-ten-Node in der offiziell zweisprachigen Region Brüssel-Hauptstadt.